# Santa Cruz (Coronel Fabriciano)
Santa Cruz é um bairro do município brasileiro de Coronel Fabriciano, no interior do estado de Minas Gerais. Localiza-se no distrito Senador Melo Viana, estando situado no Setor 5. Segundo o censo demográfico de 2022, realizado pelo Instituto Brasileiro de Geografia e Estatística (IBGE), sua população era de 4 948 habitantes e havia 1 768 domicílios particulares permanentes ocupados.
De acordo com o IBGE, em 2010 a população era de 5 367 habitantes e havia 1 708 domicílios particulares.
Trata-se de um dos bairros com maior processo de desenvolvimento, tendo a presença de vários supermercados, posto de saúde, posto de gasolina, autoescola e quatro escolas, além de ser o maior berço eleitoral da cidade. Também é conhecido como um dos bairros mais violentos da cidade.

## História
Os primeiros movimentos da região do atual bairro se deram com a construção de um cruzeiro, erguido ao lado de um marco geográfico situado próximo à nascente do córrego dos Camilos, onde famílias se reuniam para um tradicional compromisso devocional anualmente no dia da Santa Cruz. Na ocasião, pessoas enfeitavam o cruzeiro, erguiam barraquinhas, estouravam foguetes e rezavam o terço e a partir dessas tradições, surgiu a denominação Santa Cruz. Originalmente, a área era administrada pelo pároco local, padre Rocha. Após seu falecimento, o local foi loteado pela Arquidiocese de Mariana e na década de 1960 foi observado o estabelecimento dos primeiros moradores.
Em 1969, Antônio Martins instaurou o primeiro movimento comercial, com a venda de produtos básicos; querosene era o item mais procurado, visto que não havia abastecimento de energia elétrica. Àquela época, também não havia escolas — a mais próxima era a "Dona Tereza", hoje Escola Estadual Padre Deolindo Coelho, no bairro Melo Viana. Devido à distância e à falta de uma linha de ônibus, eram altas as taxas de analfabetismo na comunidade.
O primeiro colégio foi criado pelo Rotary International, no entanto pouco tempo depois foi instalada pelo então governador José de Magalhães Pinto a Escola Estadual Rotildino Avelino, cujo nome homenageia um de seus idealizadores, falecido poucos dias antes da inauguração da instituição. Com o passar do tempo, a construção de novas escolas, inserção de linhas de ônibus e outras obras de infraestrutura, como calçamento e posto médico, atraíram moradores para o bairro, fazendo com que ele se tornasse um dos mais populosos de Coronel Fabriciano. Um dos principais logradouros é a Avenida Brasil, na região onde se concentra o movimento comercial.